# Pop, kaja satöbbi
A Pop, kaja satöbbi a Viasat3 2025. augusztus 28-án induló gasztrotalkshow-ja.
A műsorvezetője Anger Zsolt.

## Története
2025. augusztus 11-én Kis-Bocz Éva, az Antenna Entertainment régiós csatornaigazgatója az őszi sajtótájékoztatóban bejelentette, hogy Anger Zsolt vezetésével érkezik a Pop, kaja satöbbi a Viasat3-ra. A műsor a hasonló című Youtube-műsor tévés változata, a műsorvezető főzés közben beszélget zeneipari szereplőkkel. A premierdátumát aznap hozták nyilvánosságra.

## Epizódok
| Évad | Évad | Részek száma | Részek száma | Eredeti sugárzás    | Eredeti sugárzás | Eredeti adó |
| Évad | Évad | Részek száma | Részek száma | Évadbemutató        | Évadzáró         | Eredeti adó |
| ---- | ---- | ------------ | ------------ | ------------------- | ---------------- | ----------- |
|      | 1.   | 8            | 8            | 2025. augusztus 28. |                  |             |

## Vendégek
| Adás | Vendég          | Vendég  |
| Adás | Youtube         | 1. évad |
| ---- | --------------- | ------- |
| 1.   | Majka           |         |
| 2.   | Ferenczi György |         |
| 3.   | Tóth Gabi       |         |
| 4.   | Péterfy Bori    |         |
| 5.   | Kocsis Paulina  |         |
| 6.   |                 |         |
| 7.   |                 |         |
| 8.   |                 |         |